# Cordelée
Une cordelée est une section d'une paroisse en Bretagne, particulièrement dans le Léon. L'établissement des rôles d'impôt et la levée de ces impôts (capitation) se faisait par cordelée.

## Exemples
- « À Plougourvest, dans mon enfance, nous parlions encore des deux cordelées, la longue et la brève, à l'origine subdivisons fiscales, devenues associations d'entraide. Elles ne fonctionnaient plus, mais on devait en principe assister à l'enterrement de toute personne de sa cordelée »[1].
- « Le territoire de Plounévez était divisé, jusqu'en 1912, en cinq cordelées ou sections : Lochrist ; Pont-Christ ; Kermeur ; Keriann-vihan-al-liorziou ; Coat-Huet. Cette dernière cordelée perdit, le 17 avril 1912, treize de ses villages, annexées par ordonnance de Mgr Duparc à la paroisse de Lanhouarneau : il s'agit de toute la section de Trofagan, qui se trouve au sud-ouest du bourg, du côté de Plouider et de Saint-Méen. Depuis la perte de Trofagan, la cordelée de Coat-Huet s'appelle cordelée du Frédé, nom du village qui est au centre de la nouvelle circonscription »[2].
- « Dans cette commune (Plouvien) divisée en cinq cordelées, elles-mêmes subdivisées en quartiers, le lieu habité n'a pas d'existence légale »[3].